# محوطه تنگ چاهن
محوطه تنگ چاهن مربوط به دوران‌های تاریخی پس از اسلام است و در شهرستان کهگیلویه، روستای چال پیر واقع شده و این اثر در تاریخ ۲۴ فروردین ۱۳۸۲ با شمارهٔ ثبت ۸۳۱۱ به‌عنوان یکی از آثار ملی ایران به ثبت رسیده است.